# Acheikh Ibn-Oumar

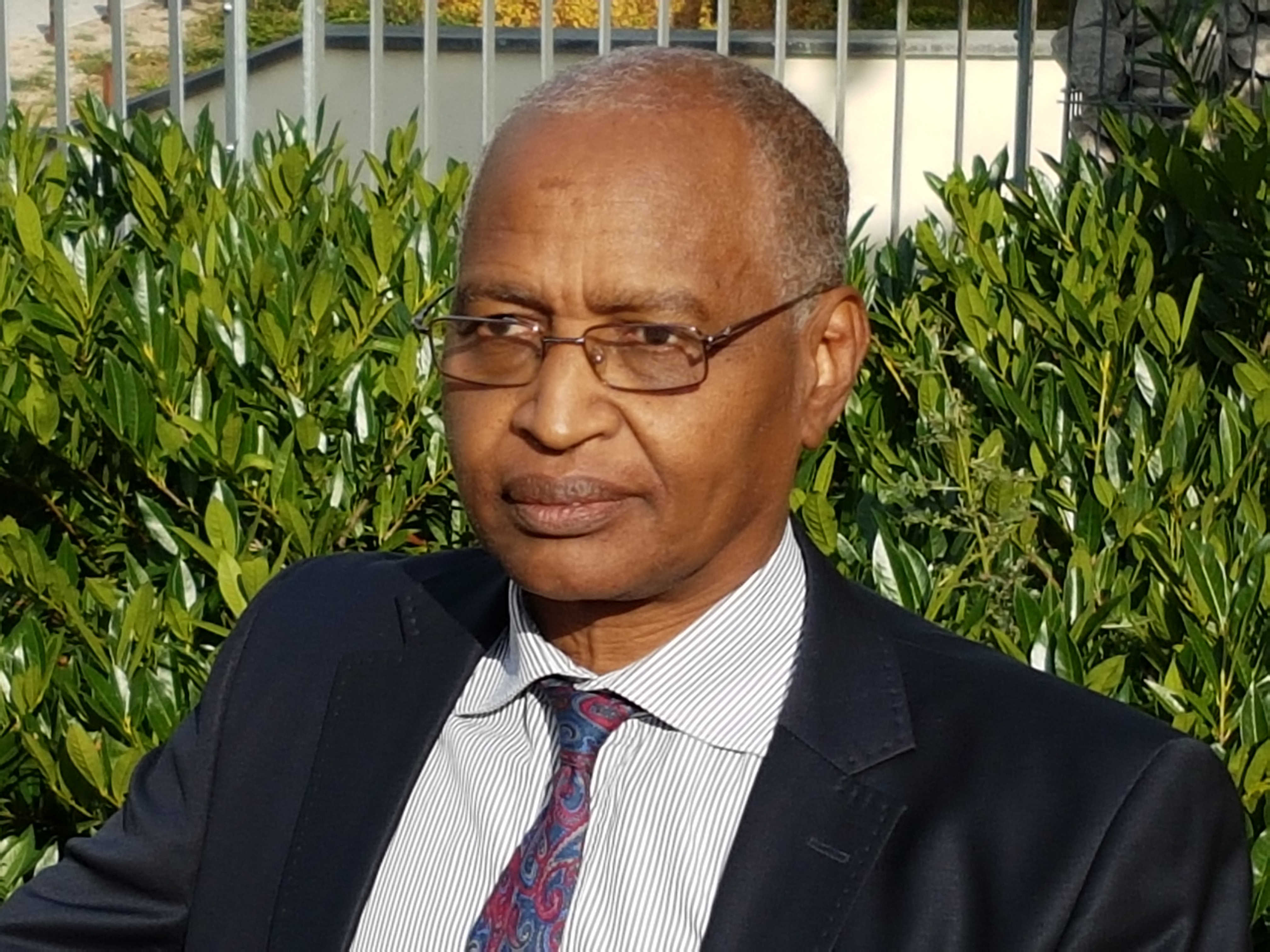
Acheikh Ibn-Oumar

Acheikh Ibn-Oumar (geb. 13. Juli 1951, Oum Hadjer) ist ein Militär und Politiker im Tschad. In den 1980ern war er Anführer des Conseil Démocratique Révolutionnaire (CDR), einer militaristischen politischen Gruppierung in Opposition gegen die Regierung von Präsident Hissène Habré.

## Leben
Acheikh Ibn-Oumar studierte Mathematik in Frankreich, und in den späten 70ern schloss er sich der Front de Libération Nationale du Tchad (FROLINAT) an.
Er übernahm verschiedene Kabinettsposten im Gouvernement d’Union Nationale de Transition (GUNT) (Chad National Union Government) unter Goukouni Oueddei.
Im November 1984 wurde Acheikh Ibn-Oumar in Tripolis festgenommen und dann in die Provinz Tibesti verbracht, wo er bis Dezember 1985 in Haft blieb. Grund waren heftige Meinungsverschiedenheiten mit Muammar al-Gaddafi und Oueddei.
Nach einer kurzlebigen Versöhnung mit Goukouni Oueddei 1986 zogen sich Acheickh Ibn-Oumar und die CDR aus der Unterstützung für Goukouni Oueddei zurück, wodurch Goukouni isoliert blieb. Libyen zog seine Unterstützung von Goukouni ab und wandte sich Ibn-Oumar zu und unterstützte Ibn-Oumars Truppen bei der Eroberung von Ennedi im Norden der Tschad. Libyen entsandte sogar Flugzeuge und Panzer zu Hilfe als Ibn-Oumar sich gegen einen Gegenangriff der Tubu-Einheiten wehren musste, welche weiterhin Goukouni gegenüber loyal waren. Mitte November 1986 wurde Ibn-Oumar mit Unterstützung von Libyen Präsident eines neu aufgestellten Transitional Government of National Unity (GUNT), in welchem sieben der ursprünglichen elf Konfliktparteien vertreten waren. 1987 wurde Ibn-Oumars Miliz durch französische und tschadische Truppen in die Darfur-Region abgezogen, wo es zu Kämpfen mit den Fur kam.
Im März 1988 konnte Goukouni wieder die Kontrolle über die GUNT gewinnen und im Juni 1988 wurde Oumar erneut in Tripolis verhaftet. Nach Verhandlungen im Irak kehrte Acheikh Ibn-Oumar im November 1988 in den Tschad zurück, dieses Mal an der Spitze von Einheiten, die Präsident Hissène Habré unterstützten. Habré machte Ibn-Oumar 1989 zum Außenminister. In dieser Funktion war Ibn-Oumar bei den Friedensverhandlungen in Algier am 31. Mai 1989 Repräsentant des Tschad zur friedlichen Lösung des Konflikts mit Libyen über den Aouzou-Streifen.
Ibn-Oumar diente später auch in Präsident Idriss Débys Regierung, zunächst als Special Adviser (1991–1992) und später als High Representative des Tschad bei den Vereinten Nationen und Botschafter in Washington (1992–1993).
Im Dezember 1999 wurde Ibn-Oumar der Führer einer neuen politischen Gruppierung, des Comité politique d’action et de liaison (CPAL). 2006 schloss sich die CDR der Allianz Union des forces pour la démocratie et le développement (UFDD) in Opposition zu Präsident Idriss Déby an, aber Oumar verließ die UFDD im April 2007 wieder und gründete die Union des forces pour la démocratie et le développement-fondamental (UFDD-F) mit Aboud Mackaye.
2009 beteiligte sich Acheikh Ibn-Oumar an der neuesten bewaffneten Koalition unter der Führung von Idriss Déby Itno eigenem Neffen, Timane Erimi, der (Union des Forces de la Résistance UFR, Resistance Forces Union).

## Werke
- Le Déficit Démocratique au Tchad et au Cameroun: Similitudes et Differences.
- L’Algérie peut et doit éviter un printemps arabe.